# دراختیک
دراختیک (به ارمنی: Դրախտիկ) یک شهر در ارمنستان است که در استان گغارکونیک واقع شده‌است.  در  کیلومتری شمال گاوار، مرکز استان گغارکونیک واقع شده است.

## خصوصیات
دراختیک ۱٬۱۰۳ نفر جمعیت دارد و ۱٬۹۸۱ متر بالاتر از سطح دریا واقع شده‌است.  در  کیلومتری شمال گاوار، مرکز استان گغارکونیک واقع شده است.

## نگارخانه

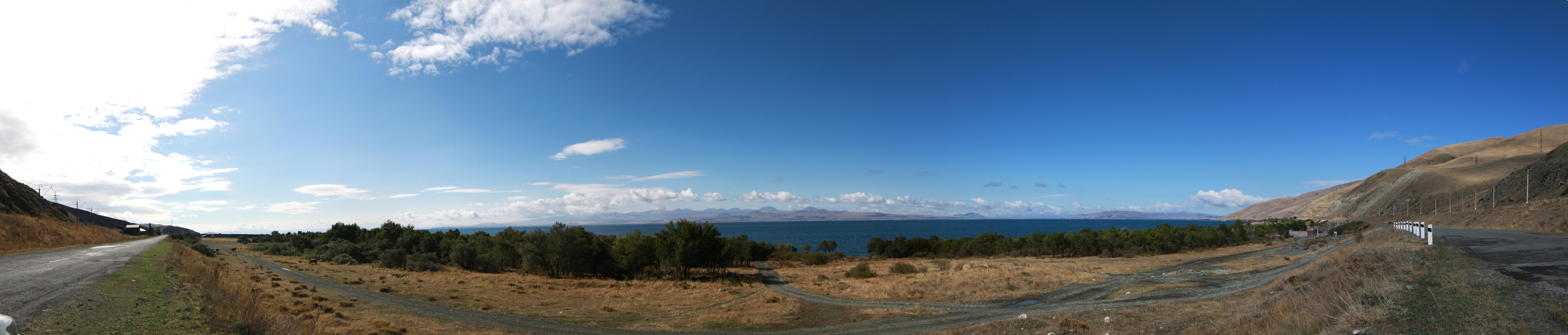
نمای پانوراما از دریاچه سوان آن‌گونه که از نزدیکی دراختیک دیده می شود.